# 市谷田町
市谷田町（日语：／ Ichigaya-tamachi */?）是東京都新宿區的町名。未實施新住居表示，下分一丁目至三丁目。地區人口有912人（2013年8月1日）。郵遞區號為162-0843。

## 地理
位居新宿區東部。北接新宿區市谷船河原町，東與千代田區九段北之間以外堀通為界，南鄰新宿區市谷八幡町，西通新宿區市谷左内町、新宿區市谷砂土原町。
牛込中央通通過市谷田町二丁目。
本地在市谷站旁外堀通沿線，外堀通大樓商店林立，巷道內多住宅地。

## 歷史
江戶時代是武家地與江戶城外堀的町人居住地。江戶時代初期為豐島郡市谷領布田新田的百姓屋敷，元和9年（1623年）因開鑿外堀而被徵用為幕府御用地，居民遷居至左內坂下。外堀建設後，居民希望能回到外崛，但幕府只提供佐渡殿原（現市谷砂土原町附近）、赤坂御門前兩塊土地。不服提案的居民要求能運用佐渡殿原的砂土。之後利用佐渡殿原與淨瑠璃坂下、逢坂的砂土將外堀脇的濕地堆填成陸地，為此地前身。

### 地名由來
一說是來自部落的共同耕作地「禮田」（新宿区町名誌）。另一說是此地為水田填埋而成。

## 交通
町內有東京地下鐵南北線、有樂町線市谷站的5號、6號出口（市谷田町方向出口）和市谷站唯一的無障礙電梯。市谷田町三丁目也可利用鄰近的飯田橋站。

## 設施
- 法政大學市谷田町校舍（大學本部等在外堀對面的千代田區側）
- 法政大學大學院棟（92年館）
- 東京理科大學10號館
- 中央大學市谷田町校區（中央大學中橋）
- 東京觀光專門學校
- 稚内北星學園大學東京衛星校
- 索尼音樂娛樂（本社在千代田區六番町）
- 生花龍生會館
- 鈴鹿英數學院（eisu）首都圏本部（市谷站前校）

## 備註
1. ↑  『角川日本地名大辞典 13　東京都』、角川書店、1991年再版、pp871-872
2. ↑  .   [2013-08-09]. （原始内容存档于2014-08-19）.
3. 1 2 3 4 5  『新修　新宿區町名誌　‐地名の由来と変遷‐』、新宿歷史博物館、2010年

## 外部連結
- 新宿區役所 （页面存档备份，存于）